# Llista de jugadors de rugbi dels Països Catalans
Aquesta llista recull les jugadores i els jugadors de rugbi nascuts als Països Catalans, en les diferents modalitats de rugbi a 7, rugbi a 13 i rugbi a 15. Es basa en les dades presents a Wikidata.
Informació actualitzada per un bot. Els canvis manuals es perdran quan s'actualitzi!

## femení
| Imatge | Nom                            | lloc de naixement         | data de naixement | lloc de defunció      | data de defunció | esport                               | posició a l'equip     | Equip                                                                                            | ciutadania | Commons (més fotos)      | WD                            |
| ------ | ------------------------------ | ------------------------- | ----------------- | --------------------- | ---------------- | ------------------------------------ | --------------------- | ------------------------------------------------------------------------------------------------ | ---------- | ------------------------ | ----------------------------- |
|        | Anne-Sophie Bernadi            | Cotlliure                 |                   |                       |                  | biatló rugbi                         |                       |                                                                                                  | França     |                          | Modifica les dades a Wikidata |
|        | Pilar Pons i Lax               | Cornellà de Llobregat     | 1921              | Cornellà de Llobregat | 2017-05-15       | basquetbol hoquei sobre patins rugbi |                       | CB Cornellà                                                                                      | Espanya    | Pilar Pons i Lax         | Modifica les dades a Wikidata |
|        | Susan Monclús Twomey           | Sitges                    | 1967-07-04        |                       |                  | rugbi a 15 atletisme                 |                       | Espanya Rugby Club Sitges Barcelona Universitari Club                                            | Espanya    |                          | Modifica les dades a Wikidata |
|        | Marta Gran Rodríguez           | Barcelona                 | 1968-11-25        |                       |                  | rugbi a 15                           | segona línia          | Espanya Club Esportiu INEF Barcelona Rugby Club L'Hospitalet Barcelona Universitari Club         | Espanya    |                          | Modifica les dades a Wikidata |
|        | Olga Pons Prior                | Catalunya                 | 1969-08-25        |                       |                  | rugbi a 15                           |                       | Espanya Club Esportiu INEF Barcelona                                                             | Espanya    |                          | Modifica les dades a Wikidata |
|        | Rosa Calafat Ponsetí           | Ciutadella de Menorca     | 1970-05-28        |                       |                  | rugbi                                |                       | Rugby Club L'Hospitalet Espanya Club Esportiu INEF Barcelona Richmond Football Club              | Espanya    |                          | Modifica les dades a Wikidata |
|        | Paz Estevan de Heriz           | Barcelona                 | 1970-09-15        |                       |                  | rugbi a 15                           | mig d'obertura        | Club Esportiu INEF Barcelona Espanya Unió Esportiva Santboiana Rugby Club L'Hospitalet           | Espanya    |                          | Modifica les dades a Wikidata |
|        | Meritxell Basté i Batalla      | Barcelona                 | 1970-12-20        |                       |                  | rugbi a 15                           | tercera línia         | Espanya Club de Rugbi Bonanova                                                                   | Espanya    |                          | Modifica les dades a Wikidata |
|        | Mercedes Batidor Llabrés       | Palma                     | 1972-07-21        |                       |                  | rugbi                                | tercera línia         | INEFC Lleida Rugby Club L'Hospitalet Espanya                                                     | Espanya    |                          | Modifica les dades a Wikidata |
|        | Marta Carreras Espina          | Barcelona                 | 1975-02-28        |                       |                  | rugbi a 15                           | Pilar                 | Club Esportiu INEF Barcelona Espanya                                                             | Espanya    |                          | Modifica les dades a Wikidata |
|        | Aroa González de la Concepción | l'Hospitalet de Llobregat | 1979-04-19        |                       |                  | rugbi a 15                           | taloner               | Espanya Rugby Club L'Hospitalet Club Esportiu INEF Barcelona Barcelona Universitari Club         | Espanya    | Aroa González            | Modifica les dades a Wikidata |
|        | Marion Talayrach               | Perpinyà                  | 1979-08-11        |                       |                  | rugbi a 15                           | aler                  | USAP XV Féminin Selecció francesa de rugbi a 15 femenina                                         | França     |                          | Modifica les dades a Wikidata |
|        | Helena Estevan de Heriz        | Barcelona                 | 1980              |                       |                  | rugbi a 15                           | mig d'obertura extrem | Espanya Rugby Club L'Hospitalet Unió Esportiva Santboiana                                        | Espanya    |                          | Modifica les dades a Wikidata |
|        | Maud Camatta                   | Perpinyà                  | 1980-07-18        |                       |                  | rugbi a 15                           | tercera línia         | Selecció francesa de rugbi a 15 femenina USAP XV Féminin                                         | França     |                          | Modifica les dades a Wikidata |
|        | Isabel Dolera i Ruiz           | Santa Coloma de Gramenet  | 1981              |                       |                  | rugbi a 15 rugbi a 7                 | centre                | Unió Esportiva Santboiana Espanya                                                                | Espanya    |                          | Modifica les dades a Wikidata |
|        | Marie Bourret                  | Perpinyà                  | 1982-02-10        |                       |                  | rugbi a 15                           | darrer aler centre    | Selecció francesa de rugbi a 15 femenina USAP XV Féminin                                         | França     |                          | Modifica les dades a Wikidata |
|        | Georgina de Swert Burrull      | Sant Cugat del Vallès     | 1982-10-06        |                       |                  | rugbi a 15 rugbi a 7                 |                       | Club Esportiu INEF Barcelona Espanya                                                             | Espanya    |                          | Modifica les dades a Wikidata |
|        | Bàrbara Pla Vegué              | Barcelona                 | 1983-07-17        |                       |                  | rugbi a 15 rugbi a 7                 | mig de melé           | Getxo Rugby Taldea Espanya Club Esportiu INEF Barcelona                                          | Espanya    | Bàrbara Pla              | Modifica les dades a Wikidata |
|        | Fanny Horta                    | Perpinyà                  | 1986-01-22        |                       |                  | rugbi a 15 rugbi a 7                 | centre extrem         | Selecció francesa de rugbi a 15 femenina USAP XV Féminin Selecció francesa de rugbi a 7 femenina | França     | Fanny Horta              | Modifica les dades a Wikidata |
|        | Elisabet Martínez García       | Manlleu                   | 1988-06-13        |                       |                  | rugbi a 7 rugbi a 15                 | extrem                | GEiEG Richmond Football Club Espanya                                                             | Espanya    | Elisabet Martínez García | Modifica les dades a Wikidata |
|        | Maria Losada Gifra             | Barcelona                 | 1996-02-29        |                       |                  | rugbi a 15 rugbi a 7                 |                       | Club Esportiu INEF Barcelona Espanya Club de Rugby Majadahonda                                   | Espanya    |                          | Modifica les dades a Wikidata |
|        | Clàudia Peña                   | Barcelona                 | 2004-10-26        |                       |                  | rugbi a 15 rugbi a 7                 | centre darrer         |                                                                                                  | Espanya    |                          | Modifica les dades a Wikidata |

## masculí
| Imatge | Nom                          | lloc de naixement          | data de naixement     | lloc de defunció           | data de defunció | esport                                              | posició a l'equip                                | Equip | ciutadania        | Commons (més fotos)          | WD                            |
| ------ | ---------------------------- | -------------------------- | --------------------- | -------------------------- | ---------------- | --------------------------------------------------- | ------------------------------------------------ | --- | ----------------- | ---------------------------- | ----------------------------- |
|        | Joan Payrà                   | Perpinyà                   | 1882-02-16            | Perpinyà                   | 1937-05-29       | rugbi a 15 salt de llargada salt d'alçada aturat    |                                                  | Association Sportive Perpignanaise | França            | Jean Payra                   | Modifica les dades a Wikidata |
|        | Félix Barbe                  | Perpinyà                   | 1885-02-16            | Perpinyà                   | 1981-12-14       | rugbi a 15                                          | mig d'obertura                                   | USAP Perpinyà | França            |                              | Modifica les dades a Wikidata |
|        | Gilbert Brutus               | Portvendres                | 1887-08-02            | Perpinyà                   | 1944-03-07       | rugbi a 15                                          |                                                  | Association Sportive Perpignanaise Stade Toulousain | França            | Gilbert Brutus               | Modifica les dades a Wikidata |
|        | Fernand Vaquer               | la Torre d'Elna            | 1889-06-22            | Tresserra                  | 1979-09-17       | rugbi a 15                                          | tercera línia                                    | França USAP Perpinyà | França            | Fernand Vaquer               | Modifica les dades a Wikidata |
|        | Marcel Laborde               | Illa                       | 1889-11-24            | Perpinyà                   | 1972-04-13       | rugbi a 13                                          |                                                  | | França            |                              | Modifica les dades a Wikidata |
|        | Baldiri Aleu i Torres        | Sant Boi de Llobregat      | 1894                  | Sant Boi de Llobregat      | 1975-06          | rugbi a 15                                          |                                                  | | Espanya           |                              | Modifica les dades a Wikidata |
|        | Louis Dutrey                 | Perpinyà                   | 1894-02-08            | Marsella                   | 1941-02-22       | rugbi a 15                                          | centre                                           | USAP Perpinyà Olympique de Marseille | França            | Louis Dutrey                 | Modifica les dades a Wikidata |
|        | Jordà Vallmajó Giralt        | Girona                     | 1894-05-14            | Barcelona                  | 1983-08-22       | lluita amateur rugbi                                |                                                  | Secció de rugbi del Futbol Club Barcelona selecció catalana de rugbi | Espanya           |                              | Modifica les dades a Wikidata |
|        | Pierre Pons                  | Llupià                     | 1894-09-16            | Tolosa                     | 1981-02-27       | rugbi a 15                                          | taloner                                          | França USAP Perpinyà Stade Toulousain | França            |                              | Modifica les dades a Wikidata |
|        | Aimé Giral                   | Perpinyà                   | 1895-08-08            | Somme-Suippe               | 1915-07-15       | rugbi a 15                                          | mig d'obertura                                   | Association Sportive Perpignanaise | França            | Aimé Giral                   | Modifica les dades a Wikidata |
|        | Marcel Henric                | Colera Perpinyà            | 1897-04-02            | Tuïr                       | 1935-09-23       | rugbi a 15                                          | segona línia Número 8                            | Union Sportive Perpignanaise | França            | Marcel Henric                | Modifica les dades a Wikidata |
|        | Henri Galau                  | Vilafranca de Conflent     | 1897-07-18            | Tolosa                     | 1950-02-01       | rugbi a 15                                          | mig d'obertura                                   | França Stade Toulousain | França            | Henri Galau                  | Modifica les dades a Wikidata |
|        | Joseph Pascot                | Portvendres                | 1897-12-11            | Rabairac                   | 1974-06-04       | rugbi a 15                                          | mig d'obertura                                   | França Rugby Club Toulonnais Union Sportive Perpignanaise Racing club de Narbonne Méditerranée Football Club Auch Gers                                                                                                | França            | Joseph Pascot                | Modifica les dades a Wikidata |
|        | Étienne Cayrol               | Perpinyà                   | 1898-01-16            | Santa Maria la Mar         | 1990-10-02       | rugbi a 15                                          | darrer                                           | USAP Perpinyà | França            | Étienne Cayrol               | Modifica les dades a Wikidata |
|        | Joseph Sayrou                | Toluges                    | 1898-08-12            | Torrelles de la Salanca    | 1975-07-29       | rugbi a 15                                          | Pilar                                            | França Union Sportive Perpignanaise | França            |                              | Modifica les dades a Wikidata |
|        | Joseph Marmayou              | Perpinyà                   | 1898-10-02            | Vichèi                     | 1978-10-20       | rugbi a 15                                          | Número 8 tercera línia darrer Pilar segona línia | USAP Perpinyà Association sportive montferrandaise Clermont Auvergne Racing Club Vichy Rugby | França            | Joseph Marmayou              | Modifica les dades a Wikidata |
|        | Georges Constant             | Perpinyà                   | 1899-08-13            | Nevers                     | 1978-06-09       | rugbi a 15 salt de llargada                         | tercera línia                                    | França Association Sportive de Béziers Hérault Union Sportive Perpignanaise Union sportive olympique nivernaise | França            |                              | Modifica les dades a Wikidata |
|        | Noël Sicart                  | Perpinyà                   | 1899-12-25            | Avinyó                     | 1994-02-07       | rugbi a 15                                          | tercera línia Número 8                           | Union Sportive Perpignanaise Association Sportive Perpignanaise França | França            | Noël Sicart                  | Modifica les dades a Wikidata |
|        | Raoul Got                    | Perpinyà                   | 1900-10-11            | Perpinyà                   | 1955-11-20       | rugbi a 15                                          | extrem                                           | França USAP Perpinyà Stade Toulousain | França            | Raoul Got                    | Modifica les dades a Wikidata |
|        | Marcel Darné                 | la Roca d'Albera           | 1901-01-31            | Oleta i Èvol               | 1970-10-22       | rugbi a 15                                          |                                                  | Union Sportive Perpignanaise | França            | Marcel Darné                 | Modifica les dades a Wikidata |
|        | Camille Montade              | Vilanova de Raò            | 1901-04-01            | Vilanuèva d'Òlt            | 1949-01-06       | rugbi a 15 rugbi a 13                               | Pilar                                            | França USAP Perpinyà Olympique de Marseille Union Sportive Quillan Haute Vallée Villeneuve Leopards | França            |                              | Modifica les dades a Wikidata |
|        | Étienne Piquiral             | Perpinyà                   | 1901-06-15            | Lübeck                     | 1945-03-13       | rugbi a 15                                          | Número 8                                         | França Stade Français CASG Paris Racing Métro 92 Football Club de Lyon | França            | Étienne Piquiral             | Modifica les dades a Wikidata |
|        | Roger Ramis                  | Perpinyà                   | 1902-03-29            | Perpinyà                   | 1985-11-16       | rugbi a 15 rugbi a 13                               | centre                                           | França USAP Perpinyà | França            | Roger Ramis                  | Modifica les dades a Wikidata |
|        | Ernest Camo                  | Sant Feliu d'Avall         | 1902-05-29            | Vilanuèva d'Òlt            | 1978-10-23       | rugbi a 15 rugbi a 13                               | Número 8                                         | França | França            | Ernest Camo                  | Modifica les dades a Wikidata |
|        | Eugène Ribère                | Tuïr                       | 1902-06-14            | Bordeus                    | 1988-03-21       | rugbi a 15                                          | tercera línia                                    | França Union Sportive Perpignanaise | França            | Eugène Ribère                | Modifica les dades a Wikidata |
|        | André Rière                  | Cotlliure                  | 1902-06-26            | Perpinyà                   | 1979-01-15       | rugbi a 15                                          |                                                  | Union Sportive Perpignanaise Union Sportive Quillan Haute Vallée | França            |                              | Modifica les dades a Wikidata |
|        | Jean Carbonne                | Sureda                     | 1902-11-06            | Perpinyà                   | 1952-12-13       | rugbi a 15                                          |                                                  | | França            |                              | Modifica les dades a Wikidata |
|        | René Tabès                   | Perpinyà                   | 1903-05-14            | Rueil-Malmaison            | 1991-08-04       | rugbi a 15                                          | mig d'obertura extrem                            | Union Sportive Perpignanaise | França            |                              | Modifica les dades a Wikidata |
|        | José Rivali                  | Barcelona                  | 1904-01-21            | Barcelona                  | 2004-04-08       | futbol rugbi a 15                                   | migcampista                                      | RCD Espanyol |                   |                              | Modifica les dades a Wikidata |
|        | Vincent Graule               | Perpinyà                   | 1904-01-22            | Auch                       | 1990-02-02       | rugbi a 15                                          | centre                                           | França Lyon OU USAP Perpinyà Football Club Auch Gers | França            | Vincent Graule               | Modifica les dades a Wikidata |
|        | François Raynal              | Sant Nazari de Rosselló    | 1904-02-16            | Provins                    | 1994-11-29       | rugbi a 15                                          |                                                  | França USAP Perpinyà Castres Olympique Racing Rugby Club de Nice | França            |                              | Modifica les dades a Wikidata |
|        | Marcel Baillette             | Perpinyà                   | 1904-10-12            | Toló                       | 1987-04-30       | rugbi a 15                                          | centre                                           | França Rugby Club Toulonnais USAP Perpinyà | França            |                              | Modifica les dades a Wikidata |
|        | Jean Galia                   | Illa                       | 1905-03-20            | Tolosa                     | 1949-01-18       | rugbi a 15 rugbi a 13                               | segona línia                                     | França USAP Perpinyà Selecció francesa de rugbi a XIII | França            | Jean Galia                   | Modifica les dades a Wikidata |
|        | Paul Barrère                 | Elna                       | 1905-10-09            | Toló                       | 1978-08-21       | rugbi a 15                                          | segona línia                                     | França Rugby Club Toulonnais Football Club Lourdais Hautes-Pyrénées Aviron Bayonnais Rugby Pro | França            | Paul Barrère                 | Modifica les dades a Wikidata |
|        | Conrad Miret i Musté         | Barcelona                  | 1906-04-15            | presó de La Santé          | 1942-02-27       | rugbi a 15                                          |                                                  | Secció de rugbi del Futbol Club Barcelona | Espanya           | Conrad Miret i Musté         | Modifica les dades a Wikidata |
|        | Maurice Porra                | Perpinyà                   | 1906-05-17            | Perpinyà                   | 1950-09-02       | rugbi a 15 rugbi a 13                               | taloner                                          | França Football Club de Lyon Selecció francesa de rugbi a XIII XIII Catalan US Villeneuvoise XIII Lézignan Sangliers                                                                                                  | França            | Mauricel Porra               | Modifica les dades a Wikidata |
|        | Calixte Delmas               | Perpinyà                   | 1906-06-17            | Joinville-le-Pont          | 1927-04-07       | lluita rugbi a 15                                   |                                                  | | França            | Calixte Delmas               | Modifica les dades a Wikidata |
|        | Martin Serre                 | el Voló                    | 1909-12-19            | el Voló                    | 1992-03-15       | rugbi a 13 rugbi a 15                               | lock five-eighth                                 | XIII Catalan USAP Perpinyà Boulou Sportif XV Villeneuve Leopards | França            |                              | Modifica les dades a Wikidata |
|        | Xavier Esteller Frigola      | Barcelona                  | 1910-02-21            | Barcelona                  | 1995-01-04       | motociclisme automobilisme rugbi                    |                                                  | Barcelona Universitari Club | Espanya           |                              | Modifica les dades a Wikidata |
|        | Georges Bentouré             | Sureda                     | 1910-02-25            | Cervera de la Marenda      | 1993             | rugbi a 15 rugbi a 13                               |                                                  | | França            |                              | Modifica les dades a Wikidata |
|        | André Bruzy                  | Bages de Rosselló          | 1910-03-09            | Perpinyà                   | 1973-03-26       | rugbi                                               |                                                  | Selecció francesa de rugbi a XIII | França            |                              | Modifica les dades a Wikidata |
|        | Louis Sayrou                 | Torrelles de la Salanca    | 1910-05-10            | Perpinyà                   | 1992-06-15       | rugbi a 15                                          |                                                  | | França            |                              | Modifica les dades a Wikidata |
|        | Marcel Daffis                | Vilallonga de la Salanca   | 1911-01-13            | Vilanuèva d'Òlt            | 1989-05-12       | rugbi rugbi a 13                                    |                                                  | Selecció francesa de rugbi a XIII | França            |                              | Modifica les dades a Wikidata |
|        | Henri Gras                   | Tuïr                       | 1911-07-29            | Tuïr                       | 1992-04-29       | rugbi a 15 rugbi a 13                               |                                                  | USAP Perpinyà XIII Catalan Union sportive thuirinoise | França            |                              | Modifica les dades a Wikidata |
|        | Paul Porical                 | Pesillà de la Ribera       | 1911-10-23            | Pesillà de la Ribera       | 1977-08-10       | rugbi a 15                                          | darrer                                           | USAP Perpinyà | França            |                              | Modifica les dades a Wikidata |
|        | Gustau Boy Lassaleta         | Girona                     | 1912-01-10            |                            | 1963-09-30       | rugbi a 15 automobilisme resistència (motociclisme) |                                                  | | Espanya           |                              | Modifica les dades a Wikidata |
|        | Joseph Desclaux              | Cotlliure                  | 1912-02-01            | Cotlliure                  | 1988-03-26       | rugbi a 15 rugbi a 13                               | centre                                           | França USAP Perpinyà Selecció francesa de rugbi a XIII | França            | Joseph Desclaux              | Modifica les dades a Wikidata |
|        | François Noguères            | el Voló                    | 1912-05-02            | el Voló                    | 1991-06-06       | rugbi a 13                                          |                                                  | USAP Perpinyà Selecció francesa de rugbi a XIII Boulou Sportif XV | França            |                              | Modifica les dades a Wikidata |
|        | Charles Suares               | Perpinyà                   | 1912-07-13            | Prada                      | 1996-05-23       | rugbi                                               |                                                  | | França            |                              | Modifica les dades a Wikidata |
|        | Joseph Ollet                 | Sant Llorenç de Cerdans    | 1912-11-14            | Perpinyà                   | 1993-04-25       | rugbi a 15 rugbi a 13                               |                                                  | | França            |                              | Modifica les dades a Wikidata |
|        | Aimé Bardes                  | el Voló                    | 1914-06-21            | Arles                      | 2005-12-06       | rugbi a 13 rugbi a 15                               |                                                  | USAP Perpinyà XIII Catalan Selecció francesa de rugbi a XIII Boulou Sportif XV | França            |                              | Modifica les dades a Wikidata |
|        | Louis Carrère                | Santa Maria la Mar         | 1914-10-10            | Santa Maria la Mar         | 1979-03-19       | rugbi a 13 rugbi a 15                               | Pilar                                            | USAP Perpinyà | França            |                              | Modifica les dades a Wikidata |
|        | Jacques Palat                | Sant Cebrià                | 1915-05-25            | Perpinyà                   | 1961-11-19       | rugbi a 15                                          | tercera línia                                    | França USAP Perpinyà | França            |                              | Modifica les dades a Wikidata |
|        | Raphaël Joué                 | Perpinyà                   | 1915-06-16            | Cabestany                  | 2011-09-12       | rugbi a 13                                          |                                                  | | França            |                              | Modifica les dades a Wikidata |
|        | Raphaël Saris                | Perpinyà                   | 1915-10-22            | Tolosa                     | 1976-11-13       | rugbi                                               |                                                  | Selecció francesa de rugbi a XIII | França            |                              | Modifica les dades a Wikidata |
|        | Michel Trilles               | Salses                     | 1916-05-23            | Perpinyà                   | 1970-07-22       | rugbi a 13 rugbi a 15                               |                                                  | USAP Perpinyà | França            |                              | Modifica les dades a Wikidata |
|        | Henri Riu                    | Perpinyà                   | 1920-01-26            | Roanne                     | 2014-01-24       | rugbi a 13 rugbi a 15                               |                                                  | Selecció francesa de rugbi a XIII | França            |                              | Modifica les dades a Wikidata |
|        | Marcel Blanc                 | Cases de Pena              | 1920-11-25            | Albi                       | 2001-06-15       | rugbi a 13                                          | Número 8                                         | USAP Perpinyà Selecció francesa de rugbi a XIII | França            |                              | Modifica les dades a Wikidata |
|        | Noël Brazès                  | Ceret                      | 1920-12-18            | Montboló                   | 2010-01-16       | rugbi a 15                                          | darrer                                           | USAP Perpinyà | França            |                              | Modifica les dades a Wikidata |
|        | Jep Maso                     | Sant Llorenç de la Salanca | 1921-02-14            | Perpinyà                   | 1977-05-10       | rugbi                                               |                                                  | Selecció francesa de rugbi a XIII | França            |                              | Modifica les dades a Wikidata |
|        | Lucien Barris                | Banyuls de la Marenda      | 1921-06-04            | Banyuls de la Marenda      | 2005-07-07       | rugbi a 13                                          | segona línia                                     | USAP Perpinyà AS Carcassonne Selecció francesa de rugbi a XIII | França            |                              | Modifica les dades a Wikidata |
|        | Paul Dejean                  | Perpinyà                   | 1921-07-14            | Tolosa                     | 2003-02-28       | rugbi a 13                                          |                                                  | Selecció francesa de rugbi a XIII | França            |                              | Modifica les dades a Wikidata |
|        | Élie Brousse                 | Bages de Rosselló          | 1921-08-28            | Mably                      | 2019-07-02       | rugbi a 13 rugbi a 15                               |                                                  | USAP Perpinyà Selecció francesa de rugbi a XIII | França            |                              | Modifica les dades a Wikidata |
|        | Frédéric Trescases           | Argelers                   | 1921-11-20            | Argelers                   | 2014-07-26       | rugbi a 13 rugbi a 15                               |                                                  | USAP Perpinyà AS Carcassonne XIII Catalan Selecció francesa de rugbi a XIII | França            | Frédéric Trescases           | Modifica les dades a Wikidata |
|        | Ambroise Ulma                | Alenyà                     | 1921-11-29            | Perpinyà                   | 2005-09-30       | rugbi a 13 rugbi a 15                               |                                                  | USAP Perpinyà XIII Catalan Selecció francesa de rugbi a XIII | França            |                              | Modifica les dades a Wikidata |
|        | Ulysse Négrier               | Sant Llorenç de la Salanca | 1922-06-08            | Perpinyà                   | 1985-01-31       | rugbi a 13                                          |                                                  | Selecció francesa de rugbi a XIII | França            |                              | Modifica les dades a Wikidata |
|        | Raoul Pérez                  | Argelers                   | 1923-01-10            | Sant Esteve del Monestir   | 2009-01-05       | rugbi rugbi a 13                                    |                                                  | Selecció francesa de rugbi a XIII | França            |                              | Modifica les dades a Wikidata |
|        | Gaston Comes                 | Millars                    | 1923-04-26            | Perpinyà                   | 2003-11-10       | rugbi a 13                                          |                                                  | Selecció francesa de rugbi a XIII | França            |                              | Modifica les dades a Wikidata |
|        | Edouard Salsé                | Barcelona                  | 1923-07-07            | Roses                      | 1998-08-02       | rugbi a 15                                          |                                                  | Section Paloise Football Club Lourdais Hautes-Pyrénées | França            |                              | Modifica les dades a Wikidata |
|        | Francis Trescases            | Argelers                   | 1923-09-22            | Argelers                   | 2011-09-08       | rugbi a 15                                          | centre                                           | USAP Perpinyà | França            |                              | Modifica les dades a Wikidata |
|        | Irénée Carrère               | Sant Feliu d'Avall         | 1924-01-20            | Sant Esteve del Monestir   | 2012-04-26       | rugbi a 13                                          |                                                  | Selecció francesa de rugbi a XIII | França            |                              | Modifica les dades a Wikidata |
|        | Pierre Jeanjean              | Portvendres                | 1924-02-03            | Merinhac                   | 1998-11-19       | rugbi a 15                                          | extrem                                           | França Rugby Club Toulonnais | França            |                              | Modifica les dades a Wikidata |
|        | Dacien Olive                 | Clairà                     | 1924-07-12            | Tièrn                      | 2003-11-19       | rugbi a 15                                          | extrem                                           | França | França            |                              | Modifica les dades a Wikidata |
|        | Joseph Crespo                | Elna                       | 1925-01-01            | Mably                      | 2004-05-07       | rugbi a 13 rugbi a 15                               |                                                  | USAP Perpinyà Roanne XIII Selecció francesa de rugbi a XIII | França            | Joseph Crespo                | Modifica les dades a Wikidata |
|        | Robert Casse                 | Perpinyà                   | 1926-03-04            | 11è districte              | 2017-12-27       | rugbi a 13                                          |                                                  | Selecció francesa de rugbi a XIII | França            |                              | Modifica les dades a Wikidata |
|        | Lucien Malafosse             | Sant Feliu d'Avall         | 1926-11-08            | Sant Cebrià                | 1978-11-11       | rugbi                                               |                                                  | | França            |                              | Modifica les dades a Wikidata |
|        | Roger Furcade                | Sant Nazari de Rosselló    | 1928-01-22            | Perpinyà                   | 2006-12-14       | rugbi a 15                                          | mig d'obertura                                   | França USAP Perpinyà | França            |                              | Modifica les dades a Wikidata |
|        | Jacques Fabre                | Ceret                      | 1929-04-17            | Avinyó                     | 2015-02-17       | rugbi a 13                                          |                                                  | Selecció francesa de rugbi a XIII | França            |                              | Modifica les dades a Wikidata |
|        | André Sanac                  | Trullars                   | 1929-08-04            | Trullars                   | 2015-02-05       | rugbi a 15                                          | Pilar                                            | França USAP Perpinyà | França            |                              | Modifica les dades a Wikidata |
|        | Jacques Sagols               | Banyuls de la Marenda      | 1929-11-22            | Banyuls de la Marenda      | 1992-05-07       | rugbi a 15                                          | darrer                                           | USAP Perpinyà | França            |                              | Modifica les dades a Wikidata |
|        | Joseph Galy                  | Bages de Rosselló          | 1929-12-22            | Bages de Rosselló          | 1997-06-26       | rugbi a 15                                          | centre                                           | França Rugby Club Toulonnais USAP Perpinyà | França            |                              | Modifica les dades a Wikidata |
|        | Jean Carrère                 | Argelers                   | 1930-04-05            | Perpinyà                   | 2022-05-27       | rugbi a 15                                          | tercera línia                                    | França Rugby Club Toulonnais USAP Perpinyà Racing Club Vichy Rugby | França            |                              | Modifica les dades a Wikidata |
|        | Francis Lévy                 | Vinçà                      | 1930-11-06            | Perpinyà                   | 2009-01-31       | rugbi a 13                                          |                                                  | Selecció francesa de rugbi a XIII | França            |                              | Modifica les dades a Wikidata |
|        | Henri Delhoste               | Perpinyà                   | 1931-07-22            | Perpinyà                   | 2013-12-24       | rugbi a 13                                          |                                                  | Selecció francesa de rugbi a XIII | França            |                              | Modifica les dades a Wikidata |
|        | Joseph Guasch                | l'Espluga de Francolí      | 1931-12-01            | Vilallonga de la Salanca   | 1993-11-11       | rugbi                                               |                                                  | | França            |                              | Modifica les dades a Wikidata |
|        | Serge Torreilles             | Baixàs                     | 1931-12-31            | Baixàs                     | 2001-04-05       | rugbi a 15                                          | extrem                                           | França USAP Perpinyà | França            |                              | Modifica les dades a Wikidata |
|        | Gérard Roucariès             | Ribesaltes                 | 1932-08-13            | Perpinyà                   | 2009-08-19       | rugbi a 15                                          | segona línia                                     | França USAP Perpinyà Stade Toulousain | França            |                              | Modifica les dades a Wikidata |
|        | Georges Gauby                | Perpinyà                   | 1933-06-27            | Calce                      | 2025-04-19       | rugbi a 15 rugbi a 13                               | mig de melé                                      | França USAP Perpinyà Castres Olympique XIII Catalan | França            | Georges Gauby                | Modifica les dades a Wikidata |
|        | René Monié                   | Tesà                       | 1934-01-02            | Pesillà de la Ribera       | 2022-08-17       | rugbi a 15                                          | centre                                           | França USAP Perpinyà | França            |                              | Modifica les dades a Wikidata |
|        | René Ala                     | Tuïr                       | 1934-01-30            |                            |                  | rugbi a 13                                          |                                                  | Celtic de Paris | França            |                              | Modifica les dades a Wikidata |
|        | Jean Vergès                  | Perpinyà                   | 1934-04-11            | Perpinyà                   | 2024-08-07       | rugbi a 13                                          |                                                  | Selecció francesa de rugbi a XIII | França            |                              | Modifica les dades a Wikidata |
|        | Francisco Borrell            | Sant Boi de Llobregat      | 1934-07-17            | Reus                       | 1992-10-20       | basquetbol rugbi a 15                               | pivot                                            | CB Aismalíbar RCD Espanyol Bàsquet Espanya CN Helios Sícoris Club Unió Esportiva Santboiana | Espanya           |                              | Modifica les dades a Wikidata |
|        | André Casas                  | Sant Esteve del Monestir   | 1934-09-17            | Sant Esteve del Monestir   | 2021-04-06       | rugbi a 13                                          |                                                  | Selecció francesa de rugbi a XIII | França            |                              | Modifica les dades a Wikidata |
|        | Augustin Parent              | Vilallonga de la Salanca   | 1935-07-30            | Avinyó                     | 2002-04-13       | rugbi a 13                                          |                                                  | Selecció francesa de rugbi a XIII | França            |                              | Modifica les dades a Wikidata |
|        | Robert Raynal                | Perpinyà                   | 1936-07-27            | 9è districte               | 2010-10-29       | rugbi a 15                                          | mig d'obertura                                   | USAP Perpinyà Association Sportive de Béziers Hérault Racing Métro 92 | França            |                              | Modifica les dades a Wikidata |
|        | Francis Palmade              | Sant Feliu d'Avall         | 1937-01-11            |                            |                  | rugbi a 15                                          |                                                  | | França            |                              | Modifica les dades a Wikidata |
|        | Yves Civil                   | Perpinyà                   | 1937-06-23            |                            |                  | rugbi a 13                                          |                                                  | Selecció francesa de rugbi a XIII | França            |                              | Modifica les dades a Wikidata |
|        | José Antonio Sancha de Prada | Tarragona                  | 1938-08-19            | Tarragona                  | 2023-11-26       | rugbi a 15                                          |                                                  | | Espanya           | José Antonio Sancha de Prada | Modifica les dades a Wikidata |
|        | Yvon Gourbal                 | Torrelles de la Salanca    | 1939-08-14            | Sant Llorenç de la Salanca | 2004-10-31       | rugbi a 13                                          |                                                  | Selecció francesa de rugbi a XIII | França            |                              | Modifica les dades a Wikidata |
|        | Guy Bruzy                    | el Soler                   | 1941-01-08            | Carcassona                 | 2020-01-23       | rugbi rugbi a 13                                    |                                                  | Selecció francesa de rugbi a XIII | França            |                              | Modifica les dades a Wikidata |
|        | Pierre Aylagas               | Perpinyà                   | 1942-07-24            |                            |                  | rugbi a 15                                          |                                                  | | França            | Pierre Aylagas               | Modifica les dades a Wikidata |
|        | Ramon Rébujent               | Elna                       | 1942-09-27            |                            |                  | rugbi a 15 rugbi a 13                               | taloner                                          | França USAP Perpinyà Selecció francesa de rugbi a XIII | França            |                              | Modifica les dades a Wikidata |
|        | Michel Bardes                | Perpinyà                   | 1943-01-20            | Sant Esteve del Monestir   | 2017-03-21       | rugbi a 13                                          |                                                  | Selecció francesa de rugbi a XIII | França            |                              | Modifica les dades a Wikidata |
|        | Benjamin Prades              | Barcelona                  | 1943-02-02            |                            |                  | rugbi a 13                                          |                                                  | | França            |                              | Modifica les dades a Wikidata |
|        | Georges Bonnet               | Perpinyà                   | 1943-10-09            | Montpeller                 | 2013-07-30       | rugbi a 13                                          |                                                  | Selecció francesa de rugbi a XIII | França            |                              | Modifica les dades a Wikidata |
|        | Georges Coste                | la Cabana de Corbera       | 1943-12-07            |                            |                  | rugbi a 15                                          | mig de melé                                      | USAP Perpinyà | França            |                              | Modifica les dades a Wikidata |
|        | Victor Serrano               | Bellreguard                | 1944-01-11            | Tolosa                     | 2022-04-27       | rugbi a 13                                          |                                                  | Selecció francesa de rugbi a XIII | França            |                              | Modifica les dades a Wikidata |
|        | José Calle                   | Perpinyà                   | 1945-02-12            | Perpinyà                   | 2020-01-14       | rugbi a 13                                          |                                                  | USAP Perpinyà Selecció francesa de rugbi a XIII | França            |                              | Modifica les dades a Wikidata |
|        | Jacques Moliner              | Baixàs                     | 1945-08-24            | Perpinyà                   | 1997-12-03       | rugbi                                               |                                                  | | França            |                              | Modifica les dades a Wikidata |
|        | Michel Moly                  | Cotlliure                  | 1947-09-30            |                            |                  | rugbi a 15                                          | extrem                                           | USAP Perpinyà | França            |                              | Modifica les dades a Wikidata |
|        | Andre Clerc                  | Marqueixanes               | 1947-12-25            | Perpinyà                   | 2010-10-13       | rugbi a 13                                          |                                                  | | França            |                              | Modifica les dades a Wikidata |
|        | Jacques Jorda                | Elna                       | 1948-04-01            |                            |                  | rugbi                                               |                                                  | USAP Perpinyà | França            |                              | Modifica les dades a Wikidata |
|        | Jean-Pierre Romeu            | Tuïr                       | 1948-04-15            |                            |                  | rugbi a 15                                          | mig d'obertura                                   | França Association sportive montferrandaise Clermont Auvergne Union sportive carmausine | França            | Jean-Pierre Romeu            | Modifica les dades a Wikidata |
|        | Pierre Saboureau             | Perpinyà                   | 1948-05-06            | el Voló                    | 2018-02-10       | rugbi a 13                                          |                                                  | Selecció francesa de rugbi a XIII | França            |                              | Modifica les dades a Wikidata |
|        | Henri Daniel                 | Pià                        | 1950-02-15            | Perpinyà                   | 2023-12-21       | rugbi a 13                                          |                                                  | Selecció francesa de rugbi a XIII | França            |                              | Modifica les dades a Wikidata |
|        | Gérald Porical               | Pesillà de la Ribera       | 1950-03-30            |                            |                  | rugbi a 15                                          | darrer                                           | USAP Perpinyà | França            |                              | Modifica les dades a Wikidata |
|        | Yves Brunet                  | Paretstortes               | 1950-08-25            |                            |                  | rugbi a 15                                          | taloner                                          | França USAP Perpinyà | França            |                              | Modifica les dades a Wikidata |
|        | Paul Goze                    | Perpinyà                   | 1951-09-03            |                            |                  | rugbi a 15                                          | segona línia                                     | USAP Perpinyà | França            |                              | Modifica les dades a Wikidata |
|        | Jean-François Imbernon       | Saorra Perpinyà            | 1951-10-17            |                            |                  | rugbi a 15                                          | segona línia                                     | França USAP Perpinyà Union sportive thuirinoise Jeunesse Olympique Pradéenne Conflent Canigou | França            |                              | Modifica les dades a Wikidata |
|        | Alain Teixidor               | Perpinyà                   | 1952                  |                            |                  | rugbi a 15                                          |                                                  | | França            |                              | Modifica les dades a Wikidata |
|        | Marc Ambert                  | Pià                        | 1954-06-30            |                            |                  | rugbi a 13                                          |                                                  | Selecció francesa de rugbi a XIII | França            |                              | Modifica les dades a Wikidata |
|        | Jean-Jacques Artès           | Torrelles de la Salanca    | 1954-07-25            |                            |                  | rugbi                                               |                                                  | USAP Perpinyà | França            |                              | Modifica les dades a Wikidata |
|        | Sébastien Rodriguez          | Barcelona                  | 1955-11-01            | Perpinyà                   | 2016-06-30       | rugbi a 13                                          |                                                  | Selecció francesa de rugbi a XIII | França            |                              | Modifica les dades a Wikidata |
|        | Francis Laforgue             | Prada                      | 1958-04-13            |                            |                  | rugbi a 13                                          |                                                  | Selecció francesa de rugbi a XIII | França            |                              | Modifica les dades a Wikidata |
|        | Guy Laforgue                 | Prada                      | 1958-04-13            |                            |                  | rugbi a 13                                          |                                                  | Selecció francesa de rugbi a XIII | França            |                              | Modifica les dades a Wikidata |
|        | Pierre Vergès                | Perpinyà                   | 1959-06-18            |                            |                  | rugbi a 13                                          |                                                  | XIII Catalan Salanque Meditérranée Pià Rugby XIII USAP Perpinyà Palau Broncos XIII | França            |                              | Modifica les dades a Wikidata |
|        | Bruno Guasch                 | Perpinyà                   | 1961-03-29            | Perpinyà                   | 2019-05-08       | rugbi a 13                                          |                                                  | Selecció francesa de rugbi a XIII | França            |                              | Modifica les dades a Wikidata |
|        | Serge Bret                   | Perpinyà                   | 1961-12-15            | Canet de Rosselló          | 2017-01-04       | rugbi a 13                                          |                                                  | Selecció francesa de rugbi a XIII | França            |                              | Modifica les dades a Wikidata |
|        | José Díaz                    | València                   | 1963-03-31            |                            |                  | rugbi a 15                                          | tercera línia                                    | Castres Olympique Selecció de rugbi d'Espanya | Espanya           |                              | Modifica les dades a Wikidata |
|        | Marc Delpoux                 | Perpinyà                   | 1963-11-11            |                            |                  | rugbi a 15                                          | Número 8                                         | USAP Perpinyà Racing club de Narbonne Méditerranée | França            |                              | Modifica les dades a Wikidata |
|        | Didier Mené                  | Prada                      | 1964-03-30            | Carri lo Roet              | 2023-05-26       | rugbi a 15                                          |                                                  | | França            |                              | Modifica les dades a Wikidata |
|        | Albert Malo i Navío          | Sant Boi de Llobregat      | 1964-04-03            |                            |                  | rugbi a 15 rugbi a 7                                | Número 8                                         | Selecció de rugbi d'Espanya Unió Esportiva Santboiana selecció catalana de rugbi Classic All Blacks Manawatu Rugby Union Team                                                                                         | Espanya           |                              | Modifica les dades a Wikidata |
|        | Jean-Pierre Massines         | Perpinyà                   | 1965-09-09            |                            |                  | rugbi a 15                                          | segona línia                                     | Montpellier Hérault RC | França            |                              | Modifica les dades a Wikidata |
|        | Gilles Lopez                 | Banyuls de la Marenda      | 1965-12-25            |                            |                  | rugbi a 15                                          | mig d'obertura                                   | Club athlétique Brive Corrèze Limousin Sporting club tulliste Blagnac SCR Entente vigilante Malemort Brive olympique                                                                                                  | França            |                              | Modifica les dades a Wikidata |
|        | Gérard Majoral               | Perpinyà                   | 1966-02-23            |                            |                  | rugbi a 15                                          | tercera línia                                    | USAP Perpinyà | França            |                              | Modifica les dades a Wikidata |
|        | Alain Macabiau               | Perpinyà                   | 1966-05-15            |                            |                  | rugbi a 15                                          | mig de melé                                      | França USAP Perpinyà | França            |                              | Modifica les dades a Wikidata |
|        | Didier Cabestany             | Perpinyà                   | 1969-05-13            | Clairà                     | 2020-02-16       | rugbi a 13                                          |                                                  | Paris Saint-Germain Rugby League Dracs Catalans Selecció francesa de rugbi a XIII | França            |                              | Modifica les dades a Wikidata |
|        | Philippe Boher               | Perpinyà                   | 1969-12-09            |                            |                  | rugbi a 15                                          | Número 8                                         | USAP Perpinyà | França            |                              | Modifica les dades a Wikidata |
|        | Antonio Socías               | València                   | 1970-07-12            |                            |                  | rugbi                                               | extrem                                           | Selecció de rugbi d'Espanya | Espanya           |                              | Modifica les dades a Wikidata |
|        | Jean-Michel Parent           | Millars                    | 1971-03-05            |                            |                  | rugbi a 15                                          | segona línia                                     | Union sportive romanaise et péageoise Stade Montois Sporting Union Agen Lot-et-Garonne | França            |                              | Modifica les dades a Wikidata |
|        | Franck Azéma                 | Perpinyà                   | 1971-04-07            |                            |                  | rugbi a 13 rugbi a 15                               | centre                                           | USAP Perpinyà Association sportive montferrandaise Clermont Auvergne Montpellier Hérault RC Racing club de Narbonne Méditerranée Ceret Esportiu                                                                       | França            | Franck Azéma                 | Modifica les dades a Wikidata |
|        | Ignasi Planas Rivas          | Barcelona                  | 1971-08-29            |                            |                  | rugbi                                               |                                                  | Club Natació Barcelona | Espanya           |                              | Modifica les dades a Wikidata |
|        | Stéphane de Bésombes         | Perpinyà                   | 1972-01-02            |                            |                  | rugbi a 15                                          | Pilar                                            | França USAP Perpinyà Castres Olympique | França            |                              | Modifica les dades a Wikidata |
|        | Laurent Garnier              | Perpinyà                   | 1972-01-07            |                            |                  | rugbi a 15                                          |                                                  | | França            |                              | Modifica les dades a Wikidata |
|        | Patrick Arlettaz             | Perpinyà                   | 1972-04-20            |                            |                  | rugbi a 15                                          | centre                                           | França USAP Perpinyà Montpellier Hérault RC Racing club de Narbonne Méditerranée Étoile sportive catalane | França            |                              | Modifica les dades a Wikidata |
|        | Didier Plana                 | Perpinyà                   | 1972-08-21            |                            |                  | rugbi a 15                                          | centre                                           | USAP Perpinyà | França            |                              | Modifica les dades a Wikidata |
|        | Bernard Goutta               | Perpinyà                   | 1972-09-28            |                            |                  | rugbi a 15                                          | extrem                                           | França USAP Perpinyà Salanque Meditérranée Pià Rugby XIII France A national rugby union team US Issoire | França            | Bernard Goutta               | Modifica les dades a Wikidata |
|        | Pascal Jampy                 | Perpinyà                   | 1973-05-01            |                            |                  | rugbi a 13                                          |                                                  | Dracs Catalans Paris Saint-Germain Rugby League Selecció francesa de rugbi a XIII | França            |                              | Modifica les dades a Wikidata |
|        | Jordi Camps                  | Barcelona                  | 1973-05-05            |                            |                  | rugbi                                               | Pilar                                            | Selecció de rugbi d'Espanya | Espanya           |                              | Modifica les dades a Wikidata |
|        | Alberto Socías               | València                   | 1973-05-16            |                            |                  | rugbi                                               | centre                                           | Selecció de rugbi d'Espanya Spain national rugby union team (sevens) | Espanya           |                              | Modifica les dades a Wikidata |
|        | Pascal Bomati                | Perpinyà                   | 1973-10-13            |                            |                  | rugbi a 13 rugbi a 15                               | extrem                                           | USAP Perpinyà Section Paloise Paris Saint-Germain Rugby League France A national rugby union team Selecció francesa de rugbi a XIII                                                                                   | França            |                              | Modifica les dades a Wikidata |
|        | Thomas Lièvremont            | Perpinyà                   | 1973-11-06            |                            |                  | rugbi a 15                                          | Número 8                                         | França USAP Perpinyà Biarritz Olympique US Dacs | França            | Thomas Lièvremont            | Modifica les dades a Wikidata |
|        | Oriol Ripol Fortuny          | Barcelona                  | 1975-09-06            |                            |                  | rugbi a 15 rugbi a 7                                | extrem                                           | Selecció de rugbi d'Espanya Barcelona Universitari Club Unió Esportiva Santboiana Bridgend Ravens Club Alcobendas Rugby Stade Montois Rotherham RUFC Northampton Saints Rugby Parma FC Sale Sharks Worcester Warriors | Espanya           |                              | Modifica les dades a Wikidata |
|        | Matthieu Lièvremont          | Perpinyà                   | 1975-11-06            |                            |                  | rugbi a 15 rugbi a 7                                | tercera línia                                    | França USAP Perpinyà Stade Toulousain Sporting Union Agen Lot-et-Garonne US Dacs Saint-Paul Sports Rugby | França            |                              | Modifica les dades a Wikidata |
|        | Ferran Velazco i Querol      | Barcelona                  | 1976-06-23            |                            |                  | rugbi a 15                                          | darrer                                           | Unió Esportiva Santboiana Selecció de rugbi d'Espanya | Espanya           |                              | Modifica les dades a Wikidata |
|        | Jérôme Gendre                | Perpinyà                   | 1977-03-20            | Perpinyà                   | 2020-10-04       | rugbi a 15                                          | mig d'obertura                                   | Racing club de Narbonne Méditerranée Association sportive montferrandaise Clermont Auvergne Association Sportive de Béziers Hérault Football Club Auch Gers Section Paloise                                           | França            | Jérôme Gendre                | Modifica les dades a Wikidata |
|        | Olivier Olibeau              | Perpinyà                   | 1977-04-13            |                            |                  | rugbi a 15                                          | segona línia                                     | França USAP Perpinyà Biarritz Olympique Racing club de Narbonne Méditerranée | França            | Olivier Olibeau              | Modifica les dades a Wikidata |
|        | Gilles Gironella             | Perpinyà                   | 1978-09-01            |                            |                  | rugbi a 13 rugbi a 15                               | extrem                                           | | França            |                              | Modifica les dades a Wikidata |
|        | Roger Ripol                  | Barcelona                  | 1978-09-20            |                            |                  | rugbi a 15                                          | taloner                                          | Provence Rugby Atlantique Stade Rochelais RC Chalon | Espanya           |                              | Modifica les dades a Wikidata |
|        | Jérôme Guisset               | Perpinyà                   | 1978-10-29            |                            |                  | rugbi a 13 rugbi a 7                                |                                                  | Warrington Wolves Dracs Catalans Wigan Warriors RLFC Canberra Raiders Selecció francesa de rugbi a XIII selecció nacional de rugbi a 7 de França                                                                      | França            |                              | Modifica les dades a Wikidata |
|        | Benoît Albert                | Perpinyà                   | 1978-12-10            |                            |                  | rugbi a 13                                          |                                                  | | França            |                              | Modifica les dades a Wikidata |
|        | Farid Sid                    | Perpinyà                   | 1979-03-27            |                            |                  | rugbi a 13 rugbi a 15                               | extrem                                           | USAP Perpinyà Union Sportive Colomiers Rugby Club athlétique Brive Corrèze Limousin Lézignan Sangliers | França            | Farid Sid                    | Modifica les dades a Wikidata |
|        | Frédéric Cermeno             | Perpinyà                   | 1979-06-20            |                            |                  | rugbi a 15 rugbi a 13                               | centre                                           | França USAP Perpinyà France A national rugby union team | França            |                              | Modifica les dades a Wikidata |
|        | Vincent Sabardeil            | Perpinyà                   | 1979-07-13            |                            |                  | rugbi a 15                                          | centre                                           | USAP Perpinyà | França            |                              | Modifica les dades a Wikidata |
|        | Lionel Teixido               | Perpinyà                   | 1979-09-26            |                            |                  | rugbi a 13                                          |                                                  | Dracs Catalans | França            |                              | Modifica les dades a Wikidata |
|        | Benoît Cabello               | Perpinyà                   | 1980-02-27            |                            |                  | rugbi a 15                                          | taloner                                          | Club sportif Bourgoin-Jallieu rugby Club athlétique Brive Corrèze Limousin Stade Français CASG Paris Association sportive montferrandaise Clermont Auvergne Racing Métro 92 USAP Perpinyà                             | França            | Benoît Cabello               | Modifica les dades a Wikidata |
|        | Nicolas Mas                  | Perpinyà                   | 1980-05-25            |                            |                  | rugbi a 15                                          | Pilar                                            | França USAP Perpinyà Montpellier Hérault RC | França            | Nicolas Mas                  | Modifica les dades a Wikidata |
|        | Fabien Berneau               | Perpinyà                   | 1980-09-07            |                            |                  | rugbi a 15                                          | tercera línia                                    | Union Sportive Colomiers Rugby Stade aurillacois Cantal Auvergne | França            |                              | Modifica les dades a Wikidata |
|        | Maxime Grésèque              | Perpinyà                   | 1981-03-18            |                            |                  | rugbi a 13                                          |                                                  | Wakefield Trinity Featherstone Rovers XIII Catalan Salanque Meditérranée Pià Rugby XIII Selecció francesa de rugbi a XIII                                                                                             | França            |                              | Modifica les dades a Wikidata |
|        | Fabien Rofes                 | Perpinyà                   | 1981-05-18            |                            |                  | rugbi a 15                                          | taloner                                          | USAP Perpinyà Montpellier Hérault RC Racing club de Narbonne Méditerranée Union Bordeaux Bègles Selecció de rugbi d'Espanya                                                                                           | França            | Fabien Rofes                 | Modifica les dades a Wikidata |
|        | Mathieu Raynal               | Perpinyà                   | 1981-08-09            |                            |                  | rugbi a 15                                          |                                                  | | França            | Mathieu Raynal               | Modifica les dades a Wikidata |
|        | Cyrille Gossard              | Perpinyà                   | 1982-02-07            |                            |                  | rugbi a 13                                          |                                                  | Dracs Catalans Selecció francesa de rugbi a XIII | França            |                              | Modifica les dades a Wikidata |
|        | Olivier Benassis             | Perpinyà                   | 1982-08-19            |                            |                  | rugbi a 15                                          | centre                                           | Association Sportive de Béziers Hérault | França            |                              | Modifica les dades a Wikidata |
|        | David Marty                  | Perpinyà                   | 1982-10-30            |                            |                  | rugbi a 15                                          | centre                                           | França USAP Perpinyà | França            | David Marty                  | Modifica les dades a Wikidata |
|        | Thomas Bosc                  | Perpinyà                   | 1983-08-05            |                            |                  | rugbi a 13                                          |                                                  | Dracs Catalans Selecció francesa de rugbi a XIII | França            | Thomas Bosc                  | Modifica les dades a Wikidata |
|        | Boris Béthéry                | Perpinyà                   | 1983-08-08            |                            |                  | rugbi a 15                                          | taloner                                          | US Dacs Provence Rugby Union Bordeaux Bègles USA Limoges | França            | Boris Béthéry                | Modifica les dades a Wikidata |
|        | Guillaume Vilaceca           | Perpinyà                   | 1983-11-07            |                            |                  | rugbi a 15                                          | segona línia                                     | USAP Perpinyà Ceret Esportiu | França            |                              | Modifica les dades a Wikidata |
|        | Julien Touxagas              | Perpinyà                   | 1984-02-12            |                            |                  | rugbi a 13                                          |                                                  | Dracs Catalans Palau Broncos XIII Selecció francesa de rugbi a XIII | França            |                              | Modifica les dades a Wikidata |
|        | Jean-Pierre Perez            | Perpinyà                   | 1984-04-03            |                            |                  | rugbi a 15                                          | Número 8                                         | USAP Perpinyà Union Sportive Colomiers Rugby | França            | Jean-Pierre Perez            | Modifica les dades a Wikidata |
|        | Sébastien Planas             | Perpinyà                   | 1984-05-05            |                            |                  | rugbi a 13                                          |                                                  | Toulouse Olympique Selecció francesa de rugbi a XIII | França            |                              | Modifica les dades a Wikidata |
|        | César Sempere i Padilla      | la Vila Joiosa             | 1984-05-26            |                            |                  | rugbi a 15 rugbi a 7                                | mig d'obertura                                   | Montpellier Hérault RC Northampton Saints Club de Rugby La Vila Leicester Tigers CRC Pozuelo Madrid Gatos Nottingham R.F.C. Selecció de rugbi d'Espanya Club de Rugby El Salvador                                     | Espanya           | César Sempere                | Modifica les dades a Wikidata |
|        | Christopher Ruiz             | Perpinyà                   | 1984-05-29            |                            |                  | rugbi a 15                                          | mig d'obertura                                   | USAP Perpinyà | França            |                              | Modifica les dades a Wikidata |
|        | Sébastien Mercier            | Perpinyà                   | 1984-09-26            |                            |                  | rugbi a 15                                          | centre                                           | Montpellier Hérault RC | França            |                              | Modifica les dades a Wikidata |
|        | Sébastien Martins            | Perpinyà                   | 1985-11-18 1984-11-18 |                            |                  | rugbi a 13                                          | prop                                             | Dracs Catalans Leigh Leopards Salanque Meditérranée Pià Rugby XIII Selecció francesa de rugbi a XIII Hull Kingston Rovers                                                                                             | França            | Sébastien Martins            | Modifica les dades a Wikidata |
|        | Jonathan Torres              | Perpinyà                   | 1985-02-28            |                            |                  | rugbi a 13                                          | mig d'obertura                                   | Montluçon Rugby Palau Broncos XIII | França            |                              | Modifica les dades a Wikidata |
|        | Mathieu Pla                  | Perpinyà                   | 1985-03-13            |                            |                  | rugbi a 15                                          | mig de melé                                      | Rugby Club Toulonnais Provence Rugby RC Chalon | França            |                              | Modifica les dades a Wikidata |
|        | Matthieu Bourret             | Perpinyà                   | 1985-04-26            |                            |                  | rugbi a 15                                          | darrer extrem                                    | USAP Perpinyà Castres Olympique US Dacs Northampton Saints Ceret Esportiu selecció nacional francesa de rugbi a 15 de menys de 21 anys                                                                                | França            | Matthieu Bourret             | Modifica les dades a Wikidata |
|        | Fabien Grammatico            | Perpinyà                   | 1985-05-16            |                            |                  | rugbi a 15                                          | centre                                           | USAP Perpinyà Racing club de Narbonne Méditerranée Union Sportive Carcassonnaise XV | França            | Fabien Grammatico            | Modifica les dades a Wikidata |
|        | Jérôme Schuster              | Perpinyà                   | 1985-06-29            |                            |                  | rugbi a 15                                          | Pilar                                            | França USAP Perpinyà Tarbes Pyrénées Rugby | França            |                              | Modifica les dades a Wikidata |
|        | Laurent Sempéré              | Perpinyà                   | 1985-07-09            |                            |                  | rugbi a 15                                          | taloner                                          | USAP Perpinyà Stade Français CASG Paris Racing Métro 92 | França            | Laurent Sempéré              | Modifica les dades a Wikidata |
|        | Jérôme Porical               | Perpinyà                   | 1985-09-20            |                            |                  | rugbi a 15                                          | darrer                                           | França USAP Perpinyà Stade Français CASG Paris Lyon OU | França            | Jérôme Porical               | Modifica les dades a Wikidata |
|        | Thomas Aniès                 | Perpinyà                   | 1986-03-27            |                            |                  | rugbi a 15                                          | centre                                           | USAP Perpinyà Ceret Esportiu | França            |                              | Modifica les dades a Wikidata |
|        | Brice Mach                   | Perpinyà                   | 1986-04-02            |                            |                  | rugbi a 15                                          | taloner                                          | França Castres Olympique Association Sportive de Béziers Hérault US Montauban Sporting Union Agen Lot-et-Garonne selecció francesa de rubgi a 15 sub-18 selecció nacional francesa de rugbi a 15 de menys de 20 anys  | França            | Brice Mach                   | Modifica les dades a Wikidata |
|        | Guilhem Guirado              | Ceret                      | 1986-06-17            |                            |                  | rugbi a 15                                          | taloner                                          | França USAP Perpinyà Rugby Club Toulonnais | França            | Guilhem Guirado              | Modifica les dades a Wikidata |
|        | Yannick Parent               | Perpinyà                   | 1986-10-19            |                            |                  | rugbi a 15                                          | Número 8                                         | USAP Perpinyà Club Athlétique de Saint-Étienne Loire Sud rugby Ceret Esportiu | França            |                              | Modifica les dades a Wikidata |
|        | Armand Battle                | Perpinyà                   | 1987-04-12            |                            |                  | rugbi a 15                                          | extrem                                           | USAP Perpinyà Union Sportive Colomiers Rugby Football Club de Grenoble Rugby Castres Olympique | França            |                              | Modifica les dades a Wikidata |
|        | Marco Pinto Ferrer           | Barcelona                  | 1987-11-11            |                            |                  | rugbi a 15                                          | taloner                                          | Association sportive montferrandaise Clermont Auvergne Union Sportive Oyonnax rugby Association Sportive de Béziers Hérault Selecció de rugbi d'Espanya                                                               | Espanya           |                              | Modifica les dades a Wikidata |
|        | Maxime Delonca               | Perpinyà                   | 1988-04-29            |                            |                  | rugbi a 15                                          | taloner                                          | Étoile sportive catalane USAP Perpinyà US Dacs Aviron Bayonnais Rugby Pro Rion Morcenx Club Rugby | França            | Maxime Delonca               | Modifica les dades a Wikidata |
|        | Bertrand Guiry               | Perpinyà                   | 1988-07-30            |                            |                  | rugbi a 15                                          | tercera línia                                    | USAP Perpinyà Union Bordeaux Bègles Biarritz Olympique | França            | Bertrand Guiry               | Modifica les dades a Wikidata |
|        | Cédric Coll                  | Ceret                      | 1988-08-08            |                            |                  | rugbi a 15                                          | mig d'obertura                                   | USAP Perpinyà Union Sportive Colomiers Rugby US Montauban Provence Rugby | França            |                              | Modifica les dades a Wikidata |
|        | Romain Bézian                | Perpinyà                   | 1988-08-09            |                            |                  | rugbi a 15                                          | segona línia third line                          | USAP Perpinyà Union Sportive Colomiers Rugby | França            |                              | Modifica les dades a Wikidata |
|        | Yohann Vivalda               | Perpinyà                   | 1988-12-08            |                            |                  | rugbi a 15                                          | segona línia                                     | USAP Perpinyà Union Sportive Colomiers Rugby | França            |                              | Modifica les dades a Wikidata |
|        | Vincent Pagès                | Perpinyà                   | 1988-12-29            |                            |                  | rugbi a 15                                          |                                                  | | França            |                              | Modifica les dades a Wikidata |
|        | Guillaume Namy               | Ceret                      | 1989-04-03            |                            |                  | rugbi a 15                                          | extrem centre                                    | Club athlétique Brive Corrèze Limousin | França            | Guillaume Namy               | Modifica les dades a Wikidata |
|        | Rémy Marginet                | Sant Esteve del Monestir   | 1989-05-27            |                            |                  | rugbi a 13                                          |                                                  | Dracs Catalans Featherstone Rovers Selecció francesa de rugbi a XIII | França            | Rémy Marginet                | Modifica les dades a Wikidata |
|        | David Guasch                 | Perpinyà                   | 1990-01-03            |                            |                  | rugbi a 13                                          |                                                  | Dracs Catalans | França            |                              | Modifica les dades a Wikidata |
|        | John Boudebza                | Perpinyà                   | 1990-06-13            |                            |                  | rugbi a 13                                          |                                                  | Selecció francesa de rugbi a XIII Hull Kingston Rovers | França            | John Boudebza                | Modifica les dades a Wikidata |
|        | Gilles Bosch                 | Perpinyà                   | 1990-07-12            |                            |                  | rugbi a 15                                          | mig d'obertura                                   | USAP Perpinyà Union Sportive Carcassonnaise XV Football Club de Grenoble Rugby | França            |                              | Modifica les dades a Wikidata |
|        | Gilles Arnaudiès             | Perpinyà                   | 1990-07-15            |                            |                  | rugbi a 15                                          | tercera línia                                    | USAP Perpinyà Racing club de Narbonne Méditerranée Ceret Esportiu | França            |                              | Modifica les dades a Wikidata |
|        | Jordi Murphy                 | Barcelona                  | 1991-04-22            |                            |                  | rugbi a 15                                          | tercera línia                                    | selecció de rugbi d'Irlanda Leinster Rugby Lansdowne Football Club Ireland national schoolboy rugby union team Ireland national under-20 rugby union team Emerging Ireland Ireland Wolfhounds                         | Irlanda           | Jordi Murphy                 | Modifica les dades a Wikidata |
|        | Éloi Pélissier               | Perpinyà                   | 1991-06-18            |                            |                  | rugbi a 13                                          |                                                  | Dracs Catalans Selecció francesa de rugbi a XIII Leigh Leopards | França            | Éloi Pélissier               | Modifica les dades a Wikidata |
|        | Nicolás Coronel              | Barcelona                  | 1991-10-17            |                            |                  | rugbi                                               | centre                                           | | Argentina Espanya |                              | Modifica les dades a Wikidata |
|        | Morgan Escaré                | Perpinyà                   | 1991-10-18            |                            |                  | rugbi a 13                                          |                                                  | Dracs Catalans Selecció francesa de rugbi a XIII Wigan Warriors RLFC | França            | Morgan Escaré                | Modifica les dades a Wikidata |
|        | Thibaut Margalet             | Illa                       | 1993-01-03            |                            |                  | rugbi a 13                                          |                                                  | Selecció francesa de rugbi a XIII Dracs Catalans | França            |                              | Modifica les dades a Wikidata |
|        | Enzo Forletta                | Perpinyà                   | 1994-06-15            |                            |                  | rugbi a 15                                          | Pilar                                            | USAP Perpinyà Montpellier Hérault RC | França            | Enzo Forletta                | Modifica les dades a Wikidata |
|        | Ugo Perez                    | Sant Esteve del Monestir   | 1994-11-30            |                            |                  | rugbi a 13                                          |                                                  | Selecció francesa de rugbi a XIII Dracs Catalans | França            |                              | Modifica les dades a Wikidata |
|        | Sadek Deghmache              | Ceret                      | 1995-10-05            |                            |                  | rugbi a 15 rugbi a 7                                | mig de melé                                      | USAP Perpinyà | França            |                              | Modifica les dades a Wikidata |
|        | Pierre Reynaud               | Perpinyà                   | 1996-02-24            |                            |                  | rugbi a 15                                          | tercera línia Número 8                           | USAP Perpinyà selecció francesa de rubgi a 15 sub-18 selecció francesa de rugbi a 15 sub-19 | França            |                              | Modifica les dades a Wikidata |
|        | Ilias Bergal                 | Perpinyà                   | 1996-04-06            |                            |                  | rugbi a 13                                          |                                                  | Selecció francesa de rugbi a XIII Leigh Leopards | França            |                              | Modifica les dades a Wikidata |
|        | Jordi Jorba                  | Barcelona                  | 1997-05-08            |                            |                  | rugbi a 15 rugbi a 7                                | extrem                                           | | Espanya           |                              | Modifica les dades a Wikidata |
|        | Álvar Gimeno                 | València                   | 1997-12-15            |                            |                  | rugbi a 15                                          | centre                                           | | Espanya           |                              | Modifica les dades a Wikidata |
|        | Romain Franco                | Baixàs                     | 1998-06               |                            |                  | rugbi a 13                                          |                                                  | Dracs Catalans | França            |                              | Modifica les dades a Wikidata |
|        | Lucas Velarte                | Perpinyà                   | 1998-10-24            |                            |                  | rugbi a 15                                          | taloner tercera línia Número 8                   | | França            |                              | Modifica les dades a Wikidata |
|        | Ugo Martin                   | Perpinyà                   | 1998-11-05            |                            |                  | rugbi a 13                                          |                                                  | Dracs Catalans | França            |                              | Modifica les dades a Wikidata |
|        | Samuel Ezeala                | Barcelona                  | 1999-12-11            |                            |                  | rugbi a 15                                          | extrem centre                                    | | Espanya           | Samuel Ezeala                | Modifica les dades a Wikidata |
|        | Sacha Lotrian                | Perpinyà                   | 2000                  |                            |                  | rugbi a 15                                          | Pilar                                            | USAP Perpinyà selecció nacional francesa de rugbi a 15 de menys de 20 anys | França            |                              | Modifica les dades a Wikidata |
|        | Joel Merkler                 | Gelida                     | 2001                  |                            |                  | rugbi a 15                                          | Pilar                                            | | Espanya           | Joel Merkler                 | Modifica les dades a Wikidata |
|        | Ugo Tison                    | Perpinyà                   | 2001-07-07            |                            |                  | rugbi a 13                                          | five-eighth                                      | Dracs Catalans |                   |                              | Modifica les dades a Wikidata |
|        | Théo Forner                  | Espirà de l'Aglí           | 2001-10-17            |                            |                  | rugbi a 15 rugbi a 7                                | extrem                                           | | França            |                              | Modifica les dades a Wikidata |
|        | Loan Castano                 | Perpinyà                   | 2002-02-24            |                            |                  | rugbi a 13                                          |                                                  | Dracs Catalans |                   |                              | Modifica les dades a Wikidata |
|        | Tanguy Zenon                 | Perpinyà                   | 2002-05-08            |                            |                  | rugbi a 13                                          |                                                  | Dracs Catalans Sant Esteve XIII Català Hull Kingston Rovers Selecció francesa de rugbi a XIII |                   |                              | Modifica les dades a Wikidata |
|        | Victor Montgaillard          | Perpinyà                   | 2002-07-16            |                            |                  | rugbi a 15                                          | taloner                                          | USAP Perpinyà selecció nacional francesa de rugbi a 15 de menys de 20 anys | França            | Victor Montgaillard          | Modifica les dades a Wikidata |
|        | Álvaro García                | Sant Cugat del Vallès      | 2003-08-22            |                            |                  | rugbi a 15                                          | taloner                                          | Selecció de rugbi d'Espanya Unió Esportiva Santboiana Stade Français CASG Paris | Espanya           |                              | Modifica les dades a Wikidata |